# Yongtsuius leei
Yongtsuius leei är en insektsart som beskrevs av Bragg 200. Yongtsuius leei ingår i släktet Yongtsuius och familjen Aschiphasmatidae. Inga underarter finns listade i Catalogue of Life.